# Psychotria bidentata
Psychotria bidentata är en måreväxtart som först beskrevs av George Bentham, och fick sitt nu gällande namn av William Philip Hiern. Psychotria bidentata ingår i släktet Psychotria och familjen måreväxter. Inga underarter finns listade i Catalogue of Life.